# Ferretería Cabanillas Hermanos
La Casa de Moisés S. Cohén Laredo, popularmente denominada Ferretería Cabanillas Hermanos es un edificio modernista. Está situado en la esquina que forman la calle Sidi Abd-el-Kader, 16-18 y la avenida Juan Carlos I Rey, 33, de la ciudad española de Melilla. Forma parte del Conjunto Histórico Artístico de la Ciudad de Melilla, un Bien de Interés Cultural.

## Historia

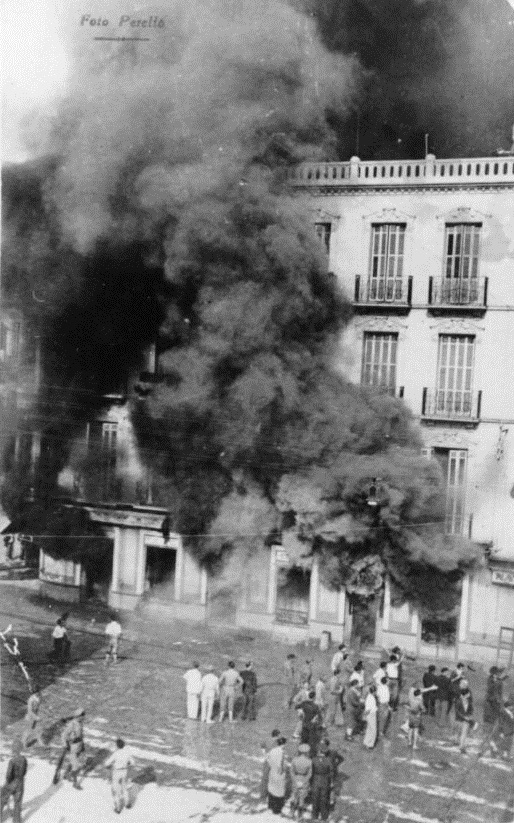

El edificio, inicialmente de planta baja, almacenes y alta, viviendas, fue levantado en 1910, según diseño y composición del ingeniero militar Eusebio Redondo Ballester del 21 de abril de 1910 para Isaac Benarroch Benchimol  ; con vanos inferiores más amplios que los superiores dada su finalidad comercial. 
El 8 de diciembre de 1929 se autoriza la instalación de un establecimiento de ferretería y pintura, de los hermanos Cabanillas.
Fue ampliado con dos nuevas plantas entre abril de 1936 y febrero de 1937, por el arquitecto Enrique Nieto para José Chocrón, en representación de Moisés S. Cohen, propietario, finalizando las obras en .
El 3 de mayo de 1944 sufre un incendio en el que Enrique Nieto está al frente de los labores de rescate y en el que pierden la vida el funcionario de Aviación Antonio Albertu Gómez y los bomberos Miguel Lirola Simón y Pedro Pérez Torregrosa, a los que se le son dedicado un puente en el Tesorillo y son enterrados en un mausoleo adjudicado por la Comisión Permanente del Ayuntamiento a Gámez y Beda, según diseño de Nieto.
Nieto también proyecta el 19 de junio del mismo año la reconstrucción de la parte siniestrada costando 140.000 pesetas.

## Descripción
Es una obra en la que se mezclan elementos modernistas con los del art decó; tendencia que se desarrolló en Melilla a partir de los años treinta y en la que Nieto —con su característica versatilidad— se integra.
El edificio, de cuatro plantas, con esquema asimétrico en torno al chaflán, presenta una disposición uniforme respecto a los vanos por planta y molduras idénticas en las sobre ventanas —diferente a lo proyectado: diseño de molduras diferente en cada planta y vuelo de balcones, por pares o corridos, en ascensión—, añadiendo un mirador, en sus dos primeros pisos, en dicho chaflán.
Desde el punto de vista ornamental, lo más destacable es su mirador, con antepechos y sobre ventanas donde se reproduce elementos de la  iconografía y figuración art decó: círculos seriados y arquerías angulares, respectivamente. Junto a otros elementos florales y figurativos que dan verticalidad al conjunto, que remata en cornisa plana: rejería retorcida, persianas de librillo, ménsulas estriadas y molduras con hojas de acanto como eje de simetría donde convergen volutas de perfil clásico.